# Superbollo
Il superbollo (o addizionale erariale sulle tasse automobilistiche) è una imposta indiretta (imposta sui consumi non necessari) aggiuntiva alla tassa automobilistica (o bollo), che grava sui possessori di autovetture e autoveicoli per il trasporto promiscuo di cose e di persone, che abbiano una potenza superiore a 185 kW. È stata introdotta per la prima volta nel 1976 sui veicoli alimentati a gasolio, abolita nel 2005 e poi parzialmente reintrodotta nel 2007. Il reinserimento del tributo è avvenuto, a seguito di una manovra economica del governo Monti, nel 2011 con l'articolo 23 del decreto-legge "Salva Italia" (D.L. 6 luglio 2011, n. 98, in materia di "Disposizioni urgenti per la stabilizzazione finanziaria"), a cui sono seguite modificazioni in fase di conversione nella L. 15 luglio 2011, n. 111, in materia di "Conversione in legge, con modificazioni, del decreto-legge 6 luglio 2011, n. 98 recante disposizioni urgenti per la stabilizzazione finanziaria".

## Sovrattassa originale (precedente storico)
Il superbollo è stato introdotto con il D.L. 8 ottobre 1976, n. 691, in materia di "Modificazioni al regime fiscale di alcuni prodotti petroliferi e del gas metano per autotrazione", convertito con modifiche nella L. 30 novembre 1976, n. 786 (in materia di "Conversione in legge, con modificazioni, del decreto-legge 8 ottobre 1976, n. 691, recante modificazioni al regime fiscale di alcuni prodotti petroliferi e del gas metano per autotrazione"), per gli autoveicoli ed autovetture per il trasporto di cose e persone ad uso promiscuo, con motore alimentato a gasolio (diesel). Si tratta di una sovrattassa annuale il quale importo è stato fissato nel 1976 in Lit. 12.000 per cavallo fiscale (Cv). Con il D.L. 23/12/1977, n. 936, convertito con L. 23 febbraio 1978, n. 38 l'importo è stato fissato in Lit. 18.000 per cavallo fiscale (Cv). Con il D.L. 30/12/1982, n. 953, convertito con L. 28 febbraio 1983, n. 53 l'importo è stato fissato in Lit. 27.000 per cavallo fiscale (Cv). Con il D.L. 13/01/1988, n. 3, convertito con L. 11 marzo 1988, n. 67 l'importo è stato fissato in Lit. 33.750 per cavallo fiscale (Cv). Quelli in questione sono anni particolarmente delicati per l'industria italiana dell'automobile. A causa di errori e difficoltà riscontrate negli anni '70, il settore automobilistico ha perso competitività nel panorama commerciale, portando una consistente diminuzione della domanda interna. Ciò premesso, la supertassa, oltre a perseguire l'obiettivo di ridurre le emissioni inquinanti, ha assunto per lo più il ruolo di una misura sostitutiva di un inattuabile dazio sull'importazione di veicoli a motore diesel di produzione estera, volto a disincentivare il connesso mercato internazionale. 

### Abolizione
La supertassa causò, in congiunzione con l'aumento del costo del gasolio alla pompa, l'uscita di scena di intere generazioni di automobili prodotte fino all'inizio degli anni Novanta. Un primo passo verso l'abolizione si ebbe nel 1992 quando furono esentate dal pagamento del superbollo, per tre anni, le vetture diesel che rispettavano la Direttiva CEE 91/441 (Euro 1) immatricolate per la prima volta a partire dal 3 febbraio dello stesso anno. A partire dal 1º gennaio 1998 fu soppressa la soprattassa diesel per le vetture e gli autoveicoli ad uso promiscuo con motore conforme alla Direttiva CEE 91/441 (Euro 1), 93/59 (Euro 1), 94/12 (Euro 2 per le autovetture), 98/69 (Euro 3). L'esenzione riguardò, quindi, i veicoli ecodiesel indipendentemente dalla data di immatricolazione. Successivamente, l'articolo 8 comma 10 della Legge Finanziaria del 1999 (L. del 23 dicembre 1998, n. 448, in materia di "Misure di finanza pubblica per la stabilizzazione e lo sviluppo") ha previsto l'integrale abolizione a decorrere dal 1º gennaio 2005, confermata dal silenzio della Legge Finanziaria del medesimo anno (L. 30 dicembre 2004, n. 311, in materia di "Disposizioni per la formazione del bilancio annuale e pluriennale dello Stato (legge finanziaria 2005)"). Il seguente parziale ripristino è avvenuto, nuovamente per le autovetture e gli autoveicoli per il trasporto promiscuo con alimentazione diesel Euro 0, nel 2007 (L. 27 dicembre 2006, n 296, in materia di "Disposizioni per la formazione del bilancio annuale e pluriennale dello Stato (legge finanziaria 2007)"), in cui è stata prevista un'aggiunta alla consueta tassa automobilistica pari a 6,63 euro per kW.

## Addizionale erariale per le auto di grossa cilindrata (Superbollo)
Il superbollo è stato introdotto dall'articolo 23, comma 21, del D.L. del 6 luglio 2011, n. 98 (c.d. "Manovra correttiva"), successivamente convertito, con modificazioni, dall'articolo 16 comma 1, della L. del 15 luglio 2011, n. 111. La profonda recessione economica ha condotto ad un necessario intervento statale, la cosiddetta "Manovra Monti", la quale, con il fine di recuperare risorse finanziarie, ha avviato l'emanazione di una molteplicità di provvedimenti denominati  "Salva Italia". Tra i diversi ambiti d'azione è stato predisposto un prelievo sui cosiddetti "beni di lusso", coinvolgente le auto di grossa cilindrata, le unità di diporto e gli aeromobili privati. Seppur l'animo promotore delle manovre in questione fu quello del contenimento della spesa pubblica e del rilancio economico, è stato rilevato come l'introduzione del superbollo abbia contribuito ad una riduzione delle emissioni di CO2.

### Qualificazione giuridica
Il superbollo è qualificato, al pari della tassa automobilistica, come tassa di proprietà dei veicoli. Sono tenuti al versamento tutti coloro che risultano possessori di un veicolo (per il trasporto di cose o persone ad uso promiscuo) che abbia una potenza superiore ai 185 kW e che risulti dal pubblico registro automobilistico alla data di entrata in vigore della norma.

### Esenzioni
La circolare 49/E/2011 dell'Agenzia delle Entrate chiarisce che, in virtù del rapporto di complementarità che lega l'addizionale alle tasse automobilistiche, si applicano ai fini del pagamento le esenzioni al versamento del bollo auto predisposte dall’art. 17 del DPR 5 febbraio 1953, n. 39 (Testo Unico delle leggi sulle tasse automobilistiche). Inoltre, come conseguenza alla complementarità dei tributi, l'esenzione al pagamento della tassa automobilistica per i veicoli storici (articolo 63, L. 21 novembre 2000, n. 342) si estende automaticamente alla conseguente addizionale.
La medesima estensione applicativa opera per quanto disposto dall'articolo 5 del D.L. 30 dicembre 1982, n. 953, in materia di "Misure in materia tributaria", in ordine all'interruzione del pagamento del bollo per gli autoveicoli e le autovetture per il trasporto promiscuo di persone consegnati ai soggetti autorizzati per il commercio dei medesimi. Infine, è motivo di esenzione, la perdita del possesso del veicolo prima della scadenza del superbollo.

## Modalità di calcolo
L'addizionale erariale per le auto di grossa cilindrata, in origine a luglio 2011, si qualificava in un ammontare di 10 euro per ogni chilowatt di potenza superiore a 225 kW (equivalenti a 306 Cv). Dal 1º gennaio 2012 è stato ampliato il raggio d'azione del tributo interessando i veicoli con potenza superiore a 185 kW. L'importo dovuto in tal caso è pari a 20 euro per ogni chilowatt di potenza eccedente.
In caso di prima immatricolazione, l'addizionale, a differenza di quanto avviene per la tassa automobilistica, è dovuta in misura integrale.

### Riduzioni
A differenza di quanto avviene per le esenzioni al versamento del tributo, le riduzioni a cui è soggetta l'addizionale godono di una disciplina propria, difforme da quella predisposta per la tassa automobilistica. La somma dovuta è soggetta ad una riduzione progressiva al decorrere del tempo dalla data di costruzione del veicolo, che, salvo prova contraria, corrisponde alla data di immatricolazione del veicolo. Dopo cinque anni l'importo è ridotto al 60%, dopo 10 al 30% e dopo 15 al 15% del suo ammontare.  Il termine iniziale corrisponde al 1º gennaio dell'anno successivo a quello di costruzione. Al decorrere di venti anni dal presente termine, la stessa non è più dovuta.

## Soggetti passivi
A decorrere dal 2012, sono tenuti al pagamento dell’addizionale erariale alla tassa automobilistica (superbollo) i contribuenti che, alla scadenza termine utile per il pagamento della tassa automobilistica (bollo auto), risultino essere proprietari, usufruttuari, acquirenti con patto di riservato dominio o utilizzatori a titolo di locazione finanziaria dell’autoveicolo al pubblico registro automobilistico (PRA).
Inoltre, a partire dal 1º gennaio 2020, sono tenuti al pagamento del superbollo coloro che, alla scadenza del termine utile al pagamento, risultano essere utilizzatori di veicoli oggetto di noleggio a lungo termine senza conducente.

## Modalità di pagamento
A differenza di quanto avviene per il bollo auto, la cui competenza appartiene alle Regioni, l'addizionale è destinata direttamente all'Erario. L'esigenza di assicurare la distinzione dei flussi contabili nella corresponsione dei tributi, ha condotto, nel caso del superbollo, alla previsione di un unico canale di pagamento, ossia tramite il modello F24 “elementi identificativi” (ELIDE). Il campione è riscontrabile sul sito dell'Agenzia delle Entrate, accompagnato dalle relative avvertenze in ordine alla compilazione. I codici tributo, sanzioni e interessi a cui fare affidamento sono stati introdotti con la Risoluzione del 20 ottobre 2011, n. 101 e subiscono una variazione per il versamento a seguito di atto di accertamento.
Il D.M. esclude la possibilità di compensazione con eventuali crediti tributari vantati dal contribuente. Nel caso di soggetti titolari di partita IVA il versamento deve essere obbligatoriamente eseguito tramite il circuito bancario, ad eccezione dei casi di esenzione individuati dall'art. 37, comma 49, del D.L. 4 luglio 2006, n. 223. Le persone fisiche, non titolari di partita IVA, possono versare il modello F24 in via telematica, recandosi presso gli uffici postali, una banca o qualsiasi agente di scissione purché convenzionati.

## Termini per il pagamento
Per l'anno 2011, il versamento dell'addizionale deve essere corrisposta entro 30 giorni dalla data di entrata in vigore del decreto ministeriale del 7 ottobre 2011, ossia il 26 ottobre 2011. A partire dal 2012 i termini di pagamento corrispondono a quelli previsti per il pagamento della tassa automobilistica.

### Omissione o ritardo
In caso di omissione o erroneità del pagamento, è ammissibile la regolarizzazione dell'inottemperanza tramite l’istituto del ravvedimento operoso (articolo 13, D. Lgs. del 18 dicembre 1997, n. 472, in materia di "Disposizioni generali in materia di sanzioni amministrative per le violazioni di norme tributarie, a norma dell'articolo 3, comma 133, della legge 23 dicembre 1996, n. 662"). In aggiunta all’addizionale è dovuto il versamento degli interessi legali, pari all'1,25% a partire al 1º gennaio 2022 (Decreto del Ministero dell’Economia e delle Finanze 13 dicembre 2021, in G.U. del 15 dicembre 2021), e la sanzione ridotta per ravvedimento operoso.
Nell'ipotesi di omesso o insufficiente versamento del superbollo, il legislatore ha previsto che la sanzione da applicarsi è pari al 30% dell'importo non versato oltre agli interessi legali (articolo 13, D.Lgs. 18 dicembre 1997, n. 472).